# Scaptesyle dictyota
Scaptesyle dictyota är en fjärilsart som beskrevs av Edward Meyrick 1886. Scaptesyle dictyota ingår i släktet Scaptesyle och familjen björnspinnare. Inga underarter finns listade.